# Andreas Riedel
Andreas Riedel (Vienna, 12 settembre 1748 – Parigi, 15 febbraio 1837) è stato uno scrittore e politico austriaco.
Anche noto come barone Andreas Riedel, fu precettore di corte: è annoverato tra le vittime più in vista della repressione politica 'anti-giacobina' abbattutasi sull'Austria nel 1794-1795.

## Esordi
Fra il 1764 e il 1770 fu allievo dell'Accademia Militare Teresiana (fondata dall'imperatrice Maria Teresa a Wiener Neustadt. Divenne agrimensore ma, soprattutto, dal 1779 al 1790, insegnante di matematica ai figli del Gran Duca di Toscana Leopoldo in Firenze (fra i quali il futuro imperatore Francesco II). Qui poté assistere alla opera riformatrice svolta dal governo asburgico, con l'aiuto di funzionari quali il Rucellai, Neri, Gianni o Tavanti.

## Attività 'giacobine'
Quando Leopoldo successe al fratello Giuseppe II, Riedel rientrò anch'egli a Vienna, con un incarico presso la corte.
Qui assunse una posizione di spicco fra gli intellettuali illuminati, o ‘giuseppinisti’. Ma si spinse più in là, formulando, ad esempio, un progetto di costituzione, diffuso con un pamphlet intitolato Appello a tutti i tedeschi per una lega delle libertà anti-aristocratica.

## L'inizio della repressione politica
Leopoldo II morì presto, il 1º marzo 1792 (lo stesso anno in cui Riedel venne nominato barone): il suo breve regno era stato dominato dallo scoppio della Rivoluzione francese, con la campagna militare sostenuta, principalmente, da Vienna, Berlino, uniti a stati minori quai il Regno di Sardegna.
Il giovane imperatore maturò convinzioni profondamente anti-francesi e reazionaria, ulteriormente inaspritesi, il 16 ottobre 1793, quando venne ghigliottinata a Parigi sua zia Maria Antonietta d'Asburgo-Lorena e abbandonato ad un impietoso destino il di lei figlio Luigi Carlo. 
Nel gennaio 1793 richiamò il capo della polizia viennese Pergen, già allontanato dal padre, che si fece affiancare dal molto efficiente conte Saurau. Il 25 marzo 1793 nominò ministro degli esteri il reazionario Thugut, poi cancelliere alla morte del predecessore Kaunitz, avvenuta il 27 giugno 1794.

## I 'Processi ai Giacobini'
Bastarono poche settimane perché la repressione politica si abbattesse su Vienna: Saurau e Pergen denunciarono una supposta congiura anti-governativa. Coinvolsero nell'accusa non figure di secondo piano, bensì notabili di spicco dell'esercito, della cultura o della nobilità, già conosciuti per non essere perfettamente allineati alla politica governativa. Ad esempio, il 24 luglio vennero arrestati Riedel e il comandante della piazza militare di Vienna Hebenstreit (aveva composto un poemetto democraticheggiante).
Nacque così quello che viene ricordato come il Processo ai Giacobini (Jakobinerprozess): l'accusa si basò unicamente sulla interpretazione delle idee degli accusati, nonché su delazioni di confidenti di polizia. Le udienze dovettero essere condotte a porte chiuse, stante la evidente mancanza di prove. Ma tanto bastava a Francesco II, il quale desiderava mettere in scena un processo che servisse ad intimidire i sudditi austriaci e, soprattutto, ungheresi.
Lo Hebenstreit venne condannato a morte, Riedel e gli altri alla prigione perpetua. La maggior parte perì in carcere, entro pochi anni, ma Riedel fu più fortunato.

## Carcerazione e fuga
Rinchiuso inizialmente nella fortezza di Kufstein (dal 1796 a Graz, dal 1797 a Munkács), nel 1806 venne trasferito nel convento dei Frati Minori a Brno, a pochi chilometri da Vienna: nel 1809, l'anno in cui Napoleone, dopo aver dubito una mezza sconfitta ad Aspern-Essling, inflisse agli austriaci una terribile sconfitta a Wagram egli poté fuggire e rifugiarsi in Francia, dove mori, molti anni dopo, nel 1837.

Non sono certe le circostanze della fuga, tanto che talune fonti riportano che egli venne liberato da Napoleone. Il quale, d'altra parte, impose a Francesco II una pace umiliante, inclusa la riduzione dell'esercito alla miseria di 150.000 uomini, il matrimonio con la figlia Maria Luisa.

Tuttavia, la carenza di notizie circa i suoi ultimi anni a Parigi non consentono di trarre adeguate conclusioni.